# Ruta de Carlos V

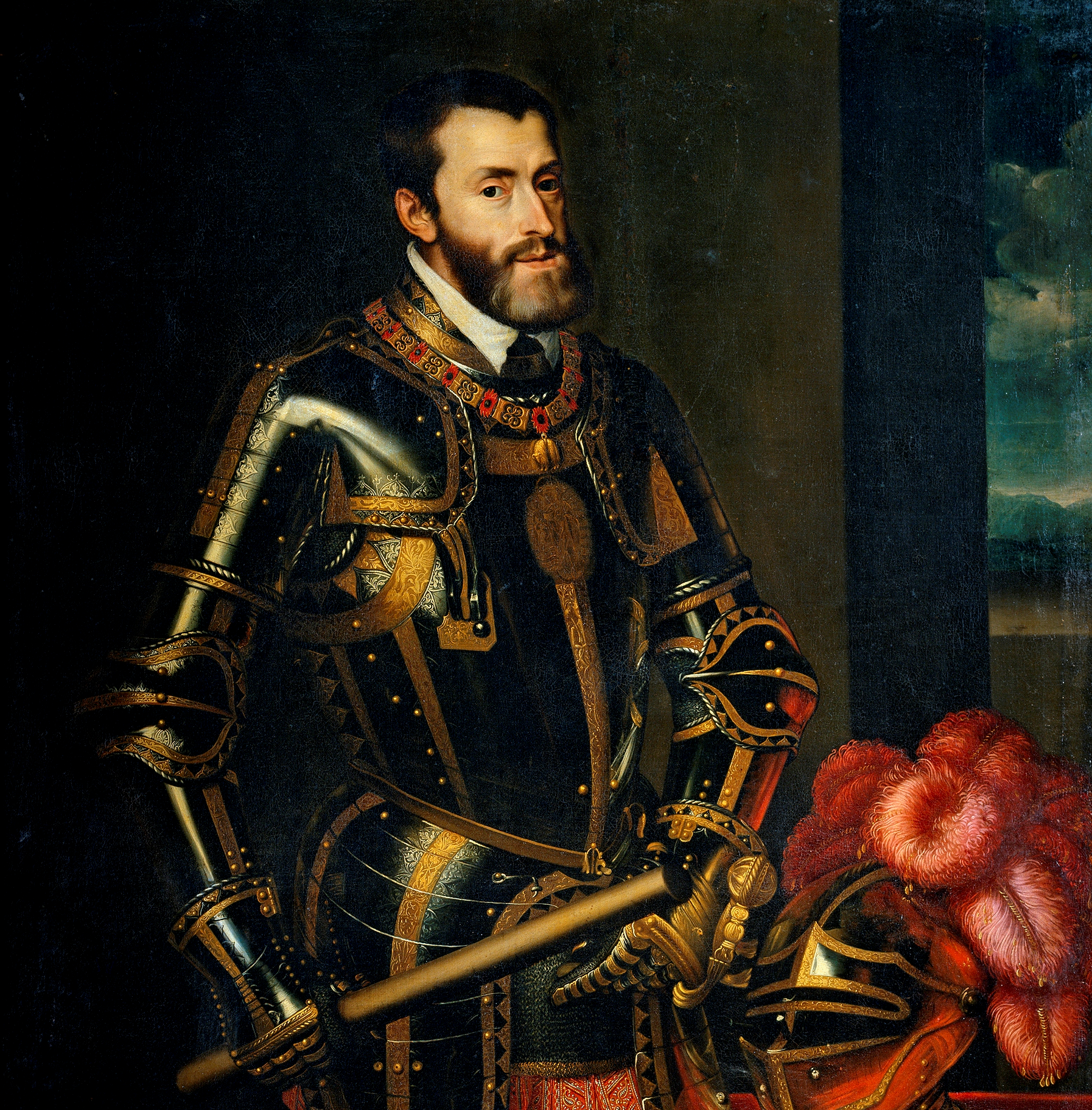
Retrato de Carlos V

Ruta de Carlos V es un proyecto común de los 24 municipios españoles en los que pernoctó el emperador Carlos I de España y V del Sacro Imperio Romano Germánico en su último viaje con destino al monasterio de Yuste
En su último desembarco en España el rey Carlos desembarcó el 28 de septiembre de 1556 en la localidad cántabra de Laredo, para, siete días después, iniciar su recorrido hacia el monasterio de Yuste, en la actual provincia de Cáceres, al que llegó el 5 de febrero de 1557 tras más de cinco meses de viaje.
Las localidades que están incluidas en esta ruta celebran actos como mercados medievales o recreaciones del viaje del emperador. La recreación se inicia con la llegada del monarca a Laredo en barco a la playa de la Salvé.
No es un sendero homologado en su totalidad. Solamente algunos tramos, como el PR-CC 1 (Tornavacas-Jarandilla), están homologados.

## El viaje
Un año después de su abdicación, zarpa del puerto de Flesinga (en los actuales Países Bajos), y desembarca en Laredo el 28 de septiembre de 1556. 

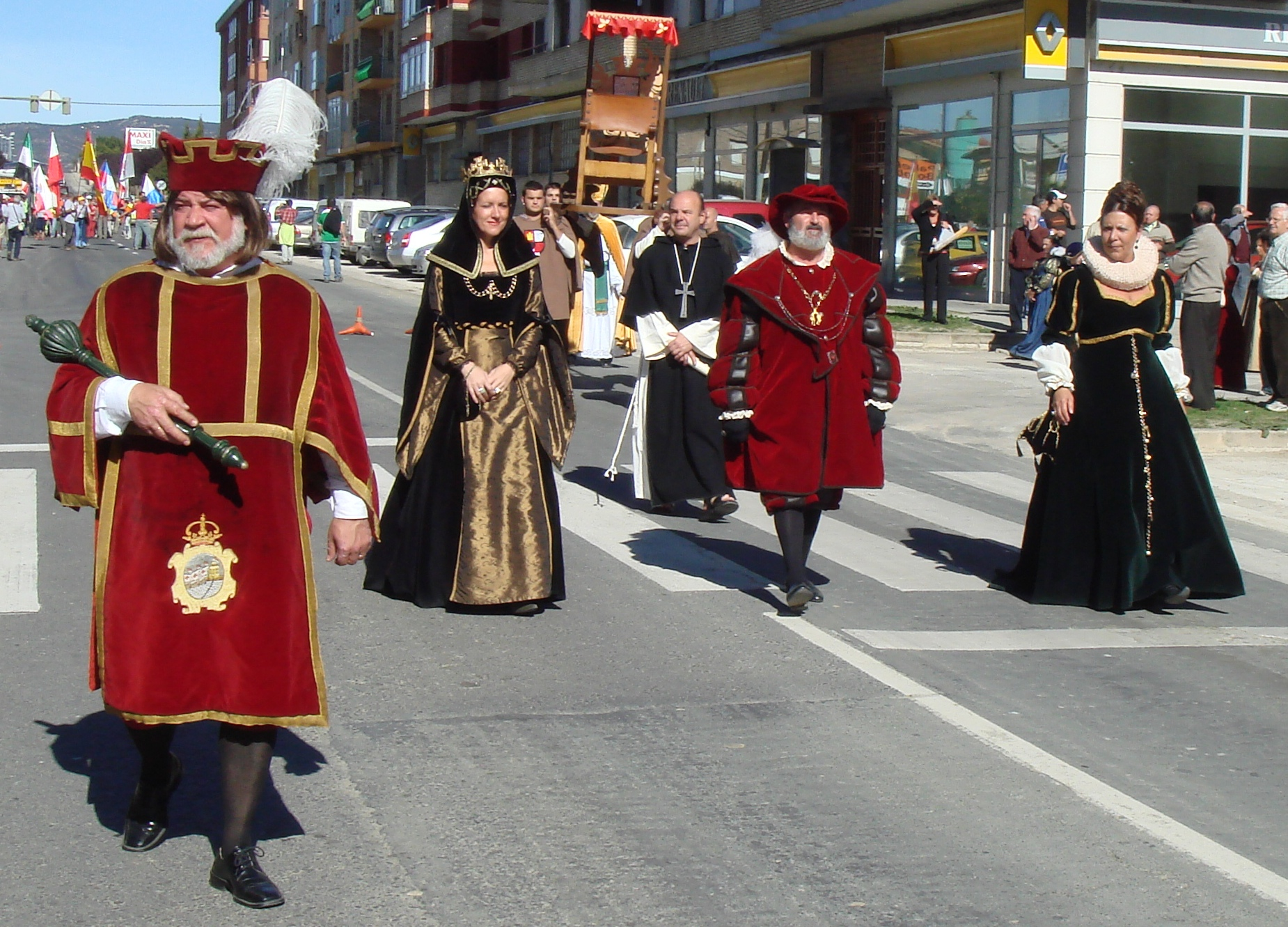
Recreación de la llegada del emperador a Medina de Pomar (2007).

Tras siete días de estancia en Laredo, se pone en camino y al cabo de tres días llega a Medina de Pomar. Indigestado por el abuso de escabechados debe permanecer en la villa durante dos días, continuando su camino hacia el monasterio jerónimo de Fresdelval. La comitiva, en 21 etapas, recorre más de 90 leguas hasta llegar al monasterio de la orden de los Jerónimos, donde fallece el 21 de septiembre de 1558.

## Datos históricos
En la Junta General de las Siete Merindades de Castilla Vieja, reunida el día 5 de enero de 1556 en la localidad de Miñón, se acordó contribuir a la reparación del camino de Burgos a Laredo, ya que el rey se iba a trasladar por dicho camino.
El 6 de octubre de 1556, salió Carlos I de España y V de Alemania con un numeroso séquito de la villa santanderina de Laredo, camino de Yuste. Descansó 15 días en Valladolid. El 5 de noviembre  estuvo en Medina del Campo  y posteriormente realizando el último tramo del viajé pasó por Horcajo de las Torres (6 de noviembre), Peñaranda de Bracamonte, Alaraz, Gallegos de Solmirón y La Horcajada, entrando en El Barco de Ávila el martes 10 de noviembre de 1556 a las doce y media de la mañana. Juan de Solís, gran cronista de El Barco de Ávila lo relata:

Ya a la manecida bajaban todos los vecinos de la sierra y se movilizaron los del Barco, yendo muchos a pie y a caballo hasta cerca de La Horcajada, formándose apretada filas desde la puerta de la Villa a los dos lados del antiguo camino de Castilla."

## Recorrido
Las localidades que recorre esta ruta en orden descendente son:
Cantabria
- - Laredo.
  - Colindres.
  - Limpias.
  - Ampuero.
  - Rasines.
  - Ramales de la Victoria.
  - Soba.

País Vasco
- Provincia de Vizcaya
  - Lanestosa.

Castilla y León
- Provincia de Burgos
  - Agüera (Merindad de Montija).
  - Medina de Pomar.
  - Villarcayo.
  - Pesadas de Burgos.
  - Hontomín.
  - Burgos.
  - Celada del Camino.

- Provincia de Palencia
  - Palenzuela.
  - Torquemada.
  - Dueñas.

- Provincia de Valladolid
  - Cabezón de Pisuerga.
  - Valladolid.
  - Valdestillas.
  - Medina del Campo.

- Provincia de Ávila
  - Horcajo de las Torres.

- Provincia de Salamanca
  - Peñaranda de Bracamonte.
  - Alaraz.
  - Gallegos de Solmirón.

- Provincia de Ávila
  - Villar de Corneja
  - La Horcajada
  - El Barco de Ávila.

Extremadura
- Provincia de Cáceres
  - Tornavacas.
  - Jarandilla.
  - Aldeanueva de la Vera.
  - Monasterio de Yuste.